# .lt
.lt es el dominio de nivel superior geográfico (ccTLD) para Lituania.